# تیک‌تاک (ترانه آیلیت)
«تیک‌تاک» (انگلیسی: Tick-Tack) ترانه‌ای از گروه دخترانه کره‌ای آیلیت برای دومین آلبوم چندآهنگهٔ گروه به نام آیل لایک یو است. این ترانه در ۲۱ اکتبر ۲۰۲۴ توسط بیلیفت لب به عنوان پنجمین و آخرین قطعهٔ این آلبوم چندآهنگه منتشر شد. ان‌ام‌ئی این ترانه را به عنوان «یک قطعه پر از سبک چیپ‌تیون بدون هیچ‌گونه عذرخواهی» توصیف کرد.

## پس‌زمینه
در ۲۳ سپتامبر ۲۰۲۴، بیلیفت لب اعلام کرد که آیلیت دومین آلبوم چندآهنگهٔ خود را با نام آیل لایک یو در ۲۱ اکتبر منتشر خواهد کرد. در ۷ اکتبر، فهرست قطعات منتشر شد که در آن ترانهٔ «تیک‌تاک» معرفی شد. این ترانه در ۲۱ اکتبر همراه با آلبوم چندآهنگه منتشر شد.

## ورژن انگلیسی («عزیزم هر دوتاش هست»)
در ۲۲ نوامبر ۲۰۲۴، بیلیفت لب اعلام کرد که آیلیت ورژن انگلیسی ترانهٔ «تیک‌تاک» را با نام «عزیزم هر دوتاش هست» (انگلیسی: Baby It's Both) منتشر خواهد کرد که شامل همکاری خواننده آمریکایی ایوا مکس است. «عزیزم هر دوتاش هست» در همان روز منتشر شد.

## جدول‌های موسیقی
| جدول (۲۰۲۴)                      | بالاترین جایگاه |
| -------------------------------- | --------------- |
| دانلود ترانه ژاپن (بیلبورد ژاپن) | ۹۹              |
| سنگاپور (آرآی‌ای‌اس)               | ۲۲              |
| کره جنوبی (سرکل)                 | ۱۴۰             |

| جدول (۲۰۲۴)      | جایگاه |
| ---------------- | ------ |
| کره جنوبی (سرکل) | ۱۶۵    |